# 宮川絢花
宮川 絢花（みやがわ あやは、2006年12月25日 - ）は、日本の女子バレーボール選手である。

## 来歴
大阪府出身。身長が高かったため中学時代にバレーボールを始める。
大阪国際高等学校では3年生でキャプテンを務める。2024年全国高等学校総合体育大会（インターハイ）では準決勝、2025年の第77回全日本高等学校選手権（春高バレー）では準々決勝でいずれも就実高等学校に敗れた。
2025年1月、岡山シーガルズへの入団内定が発表された。
2025年2月23日、2024-25シーズンのNECレッドロケッツ川崎戦に内定選手としてSVリーグ初出場。

## 人物
同じチームの宮川琴花は双子の妹。

## 所属チーム
- 柏原市立柏原中学校（2019-2022年）
- 大阪国際高等学校（2022-2025年）
- 岡山シーガルズ（2025年-）